# Hydroformpressning
Hydroformpressning är en metod för bearbetning av svårformade material, t. ex. delar av en bilkaross. Övre delen av en hydroformpress är ett slags dyna, som består av en mycket kraftig oljefylld behållare med ett starkt, elastiskt membran nedtill. Pressens undre del är en i lodled rörlig stämpel, och runt om denna finns ett bord på vilket det obearbetade materialet läggs.
Vid bearbetning sänks dynan ned över materialet varpå stämpeln gör en uppåtgående rörelse. Materialet och dynans membran antar då stämpelns form, eftersom dynans olja pressas samman lika mycket i alla riktningar. Dynans övre del har en säkerhetsventil för att förhindra att ett inställt maximitryck inte överskrids.